# Levensfase

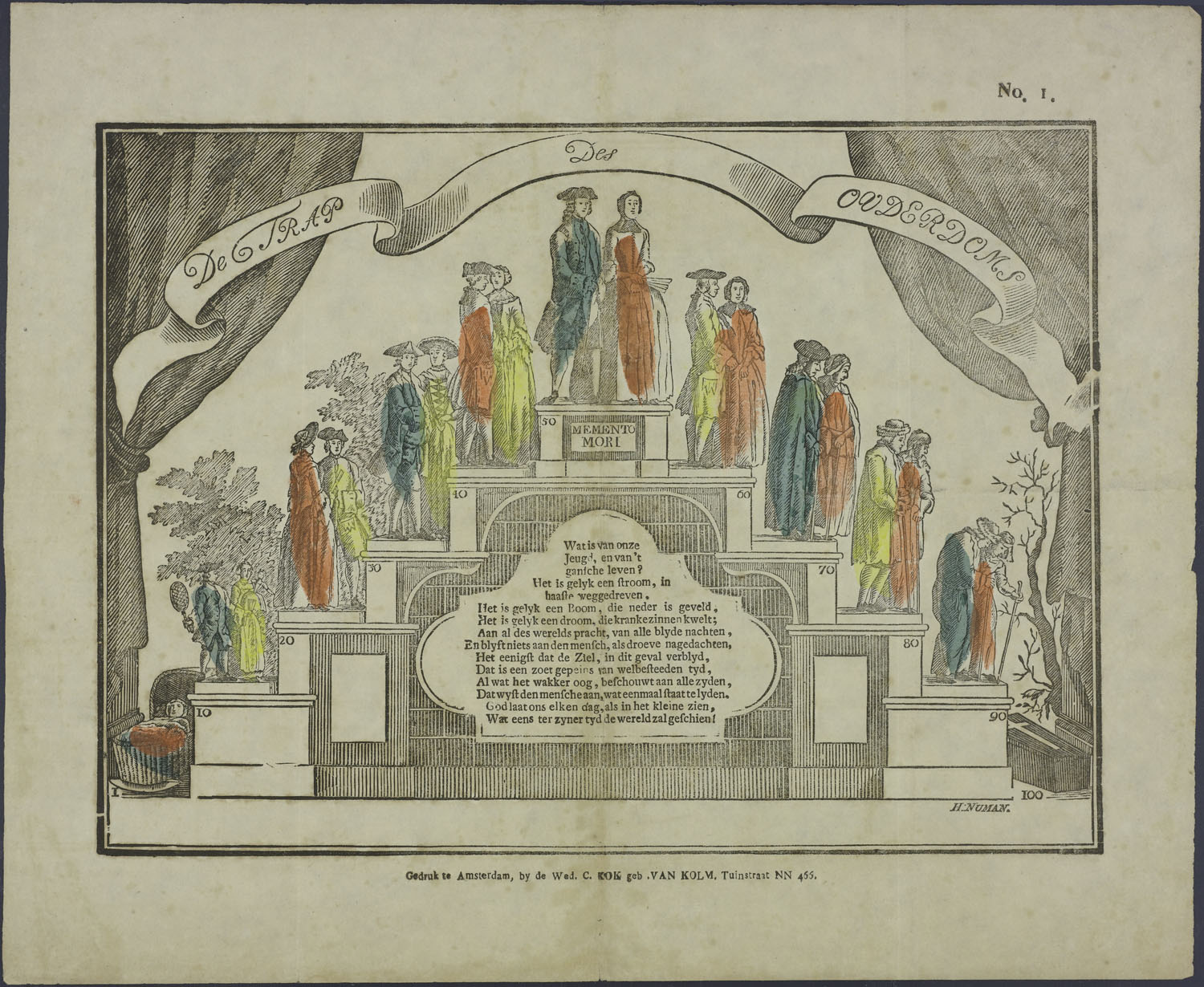
De trap des ouderdoms of de levenstrap op een centsprent (ca. 1845).

Een levensfase is een deel van de tijd van een mensenleven, dat zich kan onderscheiden van andere delen. De indeling in levensfasen bij de mens varieert naargelang de context. In de ontwikkelingspsychologie spreekt men niet van indelen maar van beschrijven. 

## Mensenleven
Een gebruikelijke indeling is:
| eicel ↓      | bevruchting                                         |
| zygote ↓     |                                                     |
| embryo ↓     |                                                     |
| foetus ↓     | geboorte                                            |
| kind ↓       | (baby→ dreumes→ peuter→ kleuter→ schoolkind→ puber) |
| adolescent ↓ |                                                     |
| volwassene ↓ | voortplanting                                       |
| oudere ↓     |                                                     |
| bejaarde ↓   | sterven                                             |
| dood         |                                                     |
De ontwikkelingspsychologie beschrijft de psychologische ontwikkeling van het kind in termen van fasen, namelijk ter verklaring van kenmerkende reacties. Een uitzondering is de antroposofie die het leven indeelt in vaste cycli van 7 jaar.
Aspecten waarop een mensenleven in termen van fasen kan worden beschreven zijn bijvoorbeeld ook relaties / kinderen / het elders gaan wonen van kinderen; opleidingen, banen (met eventuele onderbrekingen door werkloosheid of ziekte / arbeidsongeschiktheid) en pensioen; woningen / woonplaatsen / woonlanden / regimeveranderingen van die woonlanden.

## Biologische levenscyclus
In de biologie spreekt men van levenscyclus, waarmee verschillende zaken bedoeld kunnen worden, zoals generatiewisseling, kernfasewisseling, metamorfose en gedaanteverwisseling (met onvolledige gedaanteverwisseling en volledige gedaanteverwisseling), of de levenscyclus van parasieten met hun wisseling van gastheer en de levenscyclus van zaadplanten.
eicel · zygote · embryo · foetus · baby · peuter · kleuter · kind · puber · adolescent · volwassene · oudere · bejaarde